# USA 193

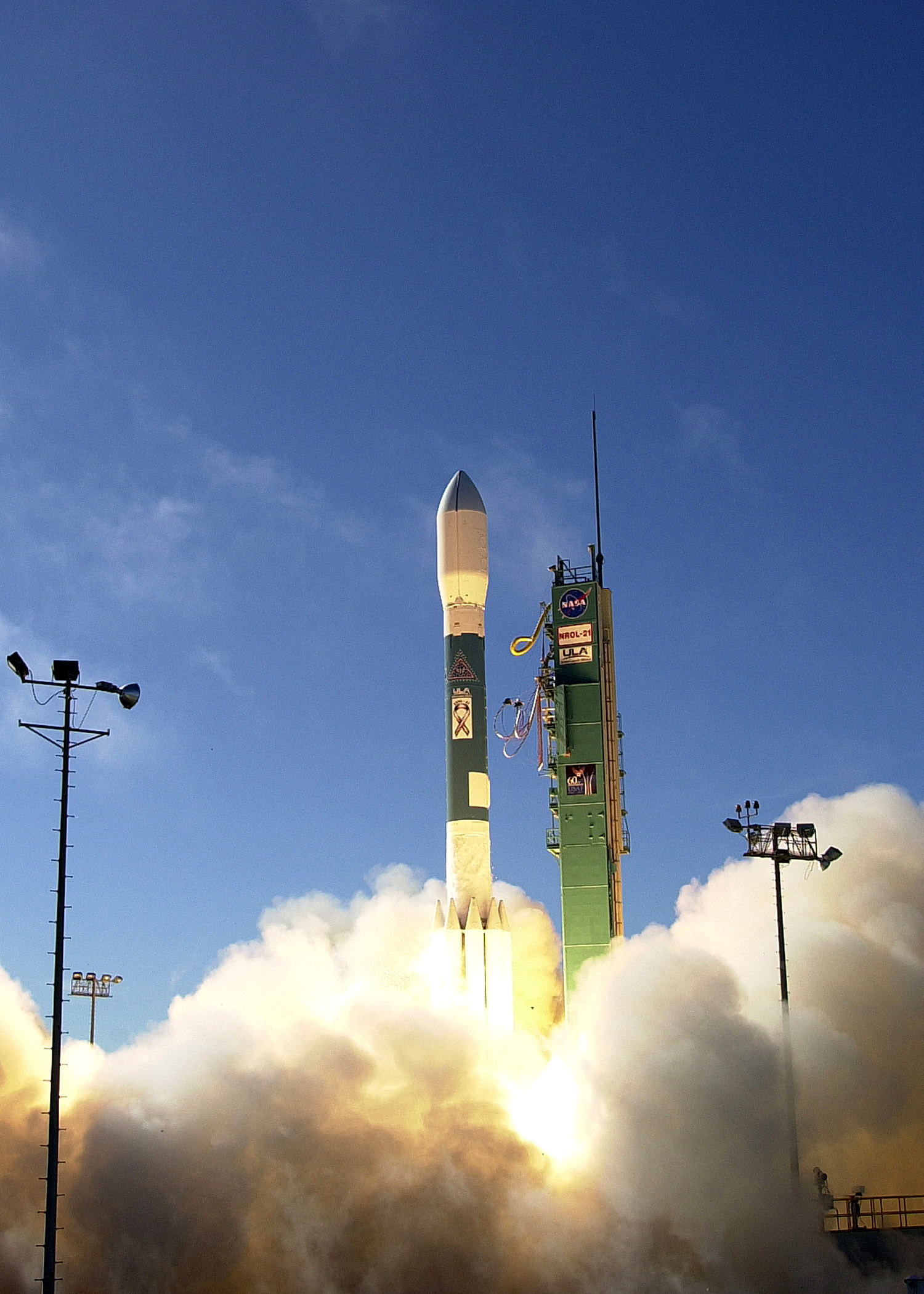
De Delta II met de USA 193 aan boord wordt gelanceerd.

USA 193, ook bekend als NRO launch 21 (NROL-21 of simpelweg L-21), was een Amerikaanse militaire spionagesatelliet die op 14 december 2006 werd gelanceerd. Het was de eerste lancering uitgevoerd door United Launch Alliance. De satelliet was eigendom van de National Reconnaissance Office, en de precieze functie ervan werd strikt geheimgehouden.
De satelliet kreeg echter al snel technische problemen, en werd 14 maanden na lancering opgeblazen met een aangepaste SM-3-raket. Deze gebeurtenis leidde echter tot veel reacties van andere landen, en benadrukte de gespannen relatie tussen de VS en China. Ook werd gesuggereerd dat de vernietiging van de satelliet deel uit zou maken van een grotere “ruimterace” tussen de Verenigde Staten, China en Rusland.

## Ontwerp
De USA 193 was onderdeel van de NRO's Future Imagery Architecture, die in 1997 begon als project om een vloot van goedkope onderzoekssatellieten te maken. Het project was echter een mislukking. USA 193 werd aanvankelijk ontworpen door Boeing, die in 1999 het contract hiervoor won, maar de productie werd later overgenomen door Lockheed Martin vanwege oplopende kosten en een aantal mislukkingen tijdens het proces. Lockheed Martin en Boeing regelden wel samen de lancering.
USA 193 woog ongeveer 2268 kilo, was 5 meter lang en 2 meter breed. Met de radarantenne uitgeschoven was de satelliet zo lang als een basketbalveld.

## Lancering
- De lancering van de satelliet vond plaats op 14 december 2006 om 21:00:00 UTC.[1]
- De satelliet werd gelanceerd aan boord van een United Launch Alliance Delta II-7920-raket.[11]
- De lancering vond plaats op Vandenberg Air Force Base, Californië.[1]

## Problemen
De satelliet werd met succes in zijn baan om de aarde gebracht, maar verloor al na enkele uren contact met de grond.
In januari 2008 kwam het rapport binnen dat een Amerikaanse spionagesatelliet, wat later de USA 193 bleek te zijn, uit zijn baan was geraakt en richting de aarde viel. Binnen enkele weken zou de satelliet neerstorten. Dit nieuws kwam voor amateur-satellietspeurders niet als een verrassing. Zij hadden al een tijdje voorspeld dat dit zou gaan gebeuren.
Het rapport van de Federal Emergency Management Agency (FEMA) toonde aan dat de satelliet de gevaarlijke materialen hydrazine en beryllium bevatte. Er gingen ook geruchten rond dat de satelliet een nucleaire kern zou bevatten, maar dit werd door het rapport van de FEMA ontkend.
Op 29 januari 2008 werd in een verhaal van Associated Press duidelijk dat brokstukken van de satelliet mogelijk neer konden storten in Noord-Amerika.

## Vernietiging

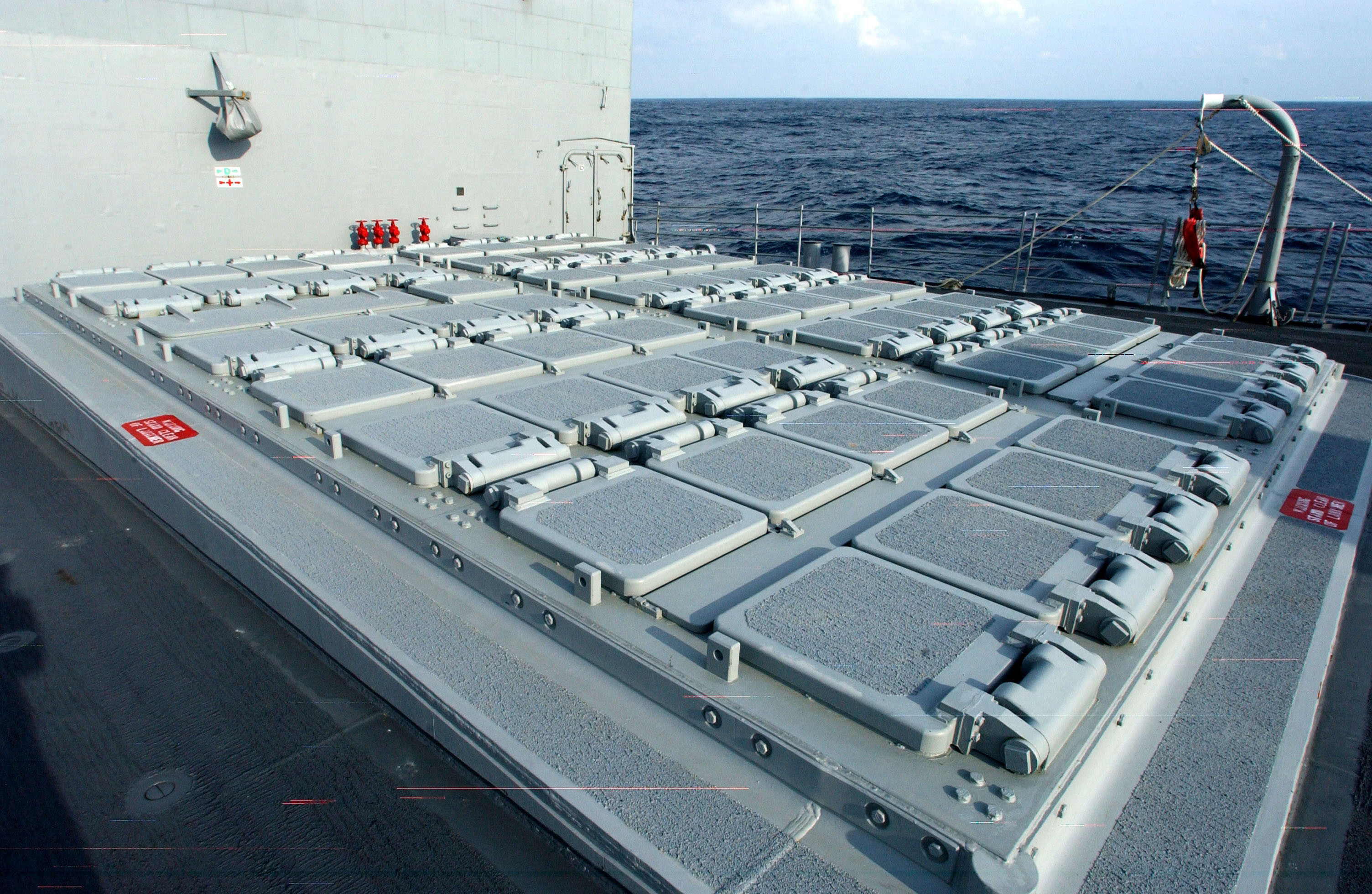
Het verticale lanceersysteem op een Ticonderogaklasse

Plannen om de satelliet op te blazen werden al gemaakt op 4 januari 2008. Op 12 februari keurde president George W. Bush deze plannen goed. De kosten zouden tussen de 40 en 60 miljoen dollar bedragen. Doel was in elk geval de brandstoftank van de satelliet te raken zodat de hydrazine in de atmosfeer zou verbranden zonder gevaar voor mensen op de grond.

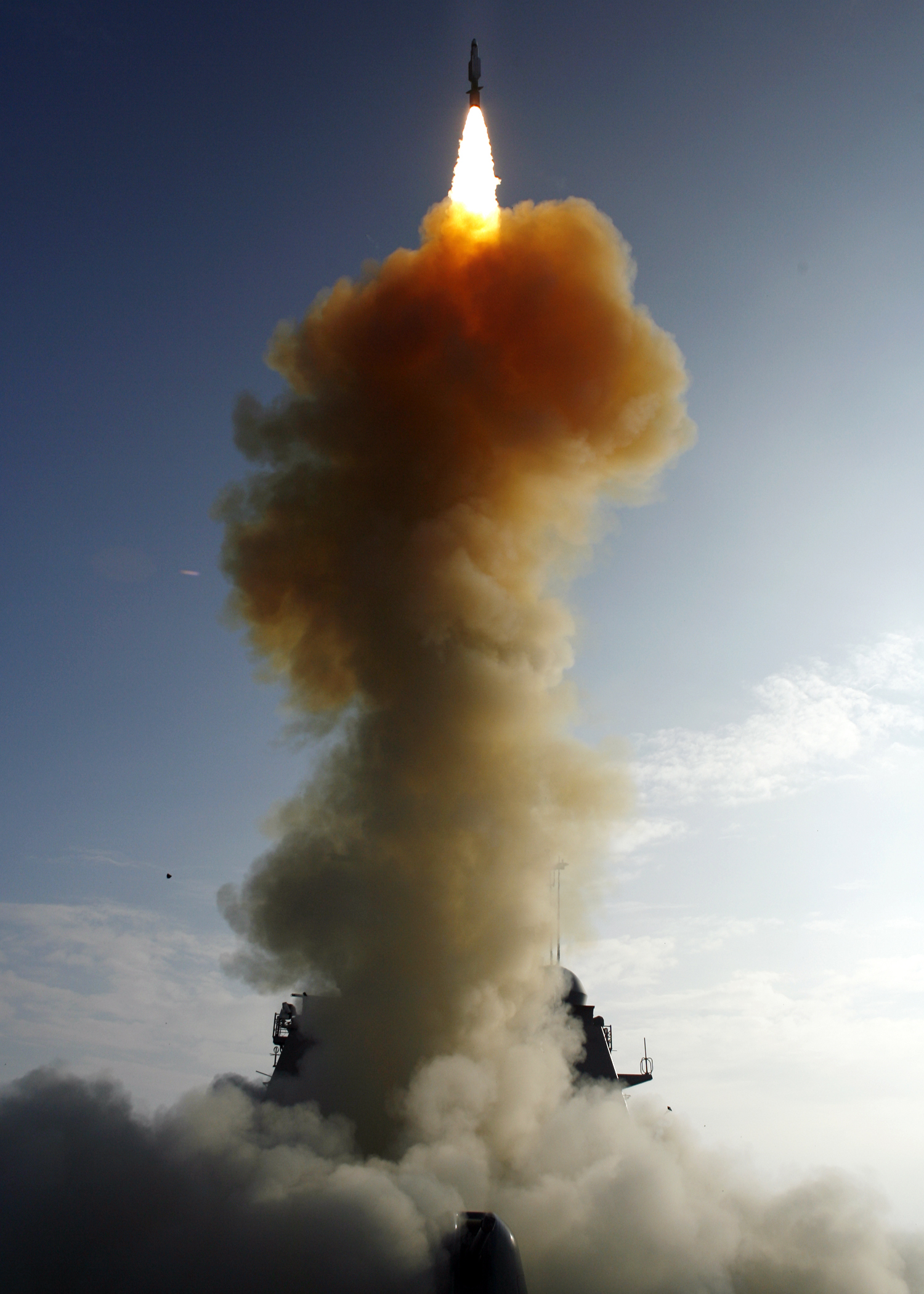
Lancering van de SM-3-raket die de USA 193 vernietigde

Op 14 februari 2008 kondigden overheidsofficials het plan aan om de USA 193 te vernietigen voordat deze de atmosfeer zou binnendringen. Als reden werd gegeven dat men onnodige risico’s op verwondingen of vernielingen door brokstukken van de satelliet wilde voorkomen. Zou de tank met hydrazine op aarde neerstorten, dan zou dat volgens de overheid een groot gevaar vormen voor de volksgezondheid. Generaal James Cartwright bevestigde dat de United States Navy bezig was voorbereidingen te treffen om de satelliet op een hoogte van 240 kilometer te vernietigen.
Op 21 februari om 03:26 GMT werd een SM-3-raket afgeschoten vanaf de Ticonderogaklasse USS Lake Erie. De raket onderschepte de USA 193 op 247 kilometer hoogte boven de Grote Oceaan. De satelliet viel met een snelheid van 28.000 kilometer per uur. Het Ministerie van Defensie liet al snel na de lancering weten er zeker van te zijn dat de brandstoftank was vernietigd. De restanten van de satelliet zouden verbranden in de atmosfeer in de 24 tot 48 uur na de raketinslag.
De overheid ontkende dat de vernietiging was gedaan om te voorkomen dat gevoelige technologie in verkeerde handen zou vallen, en dat de actie een reactie was op de Chinese anti-satellietwapentest uit 2007. Het was niet de eerste keer dat de Verenigde Staten een van z’n eigen satellieten neerschoot. In 1985 werd dit ook al eens gedaan.

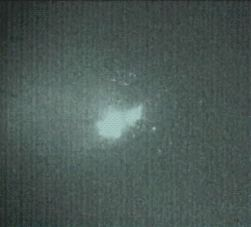
De USA 193 valt uiteen na te zijn geraakt door de SM-3-raket.

Hoewel de Amerikaanse overheid de Chinese test uit 2007 sterk afkeurde, ontkenden ze nu in feite hetzelfde te hebben gedaan. De Chinezen bliezen een satelliet op veel grotere hoogte op, waardoor veel puin in een baan rond de aarde bleef cirkelen.

## Puin
De lancering van ten minste een andere satelliet werd uitgesteld om te voorkomen dat het ruimtepuin van de USA 193 problemen zou opleveren.

## Galerij

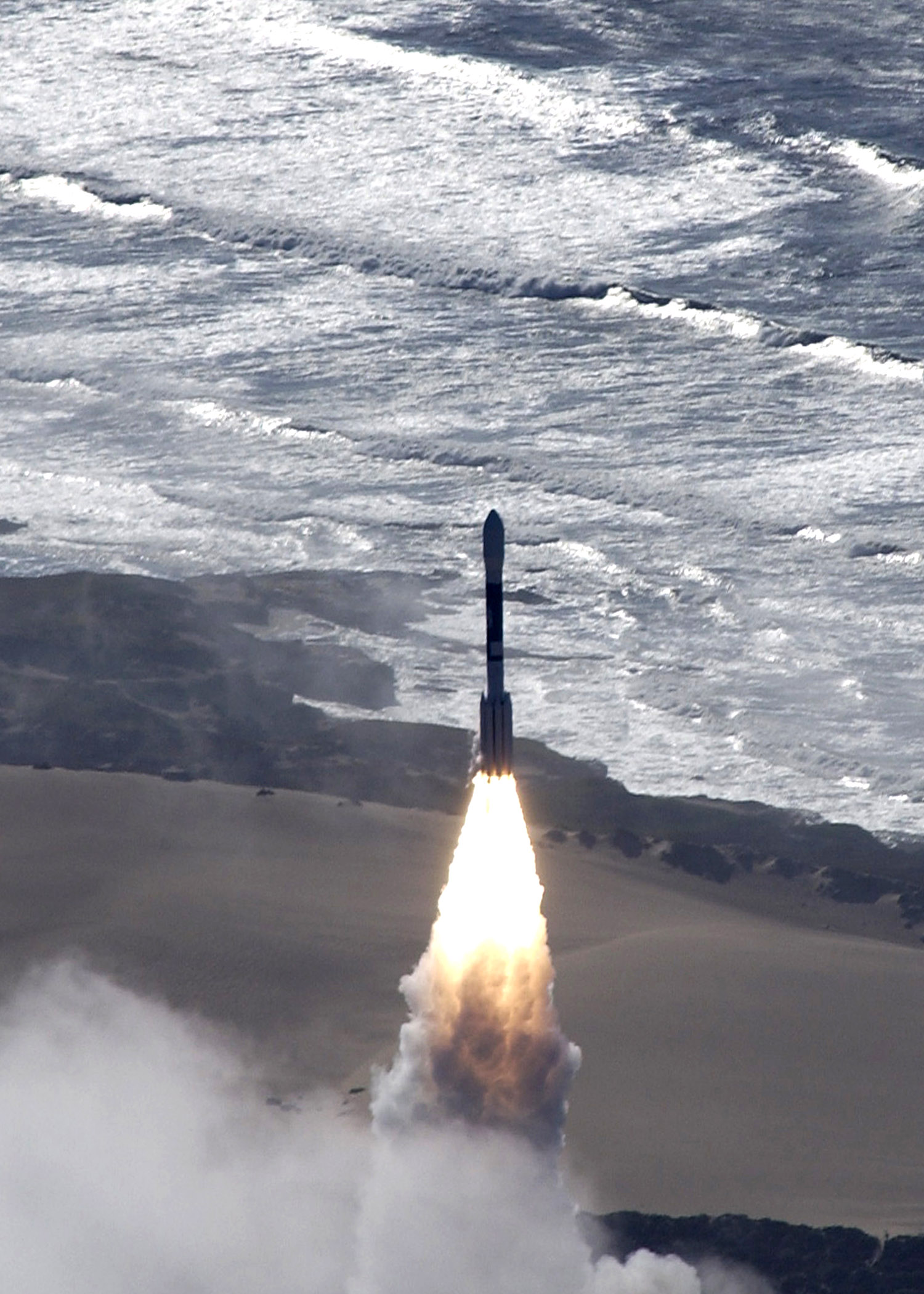
Lancering van de Delta II met de USA 193
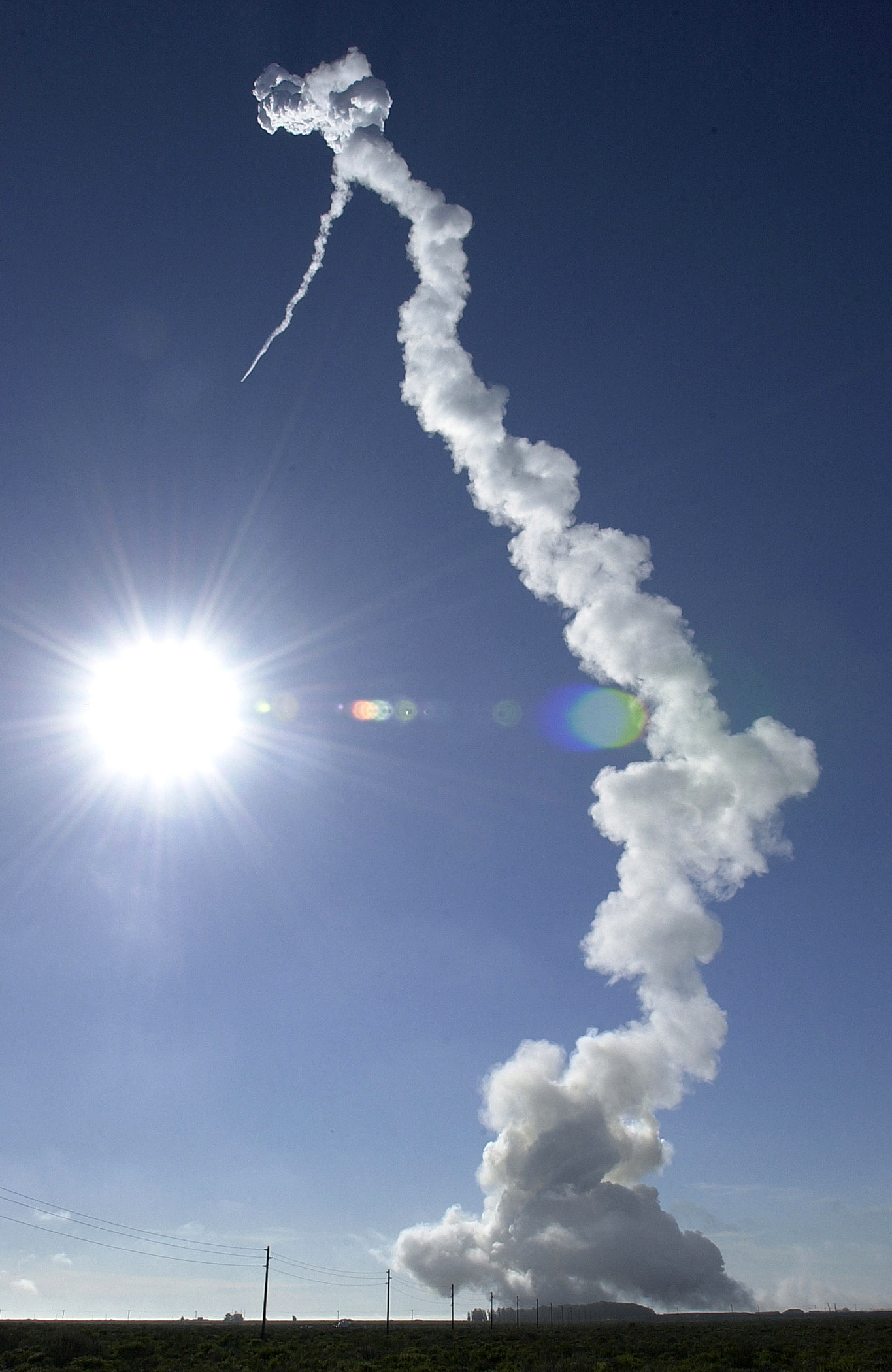
Delta II verlaat Vandenberg, december 2006
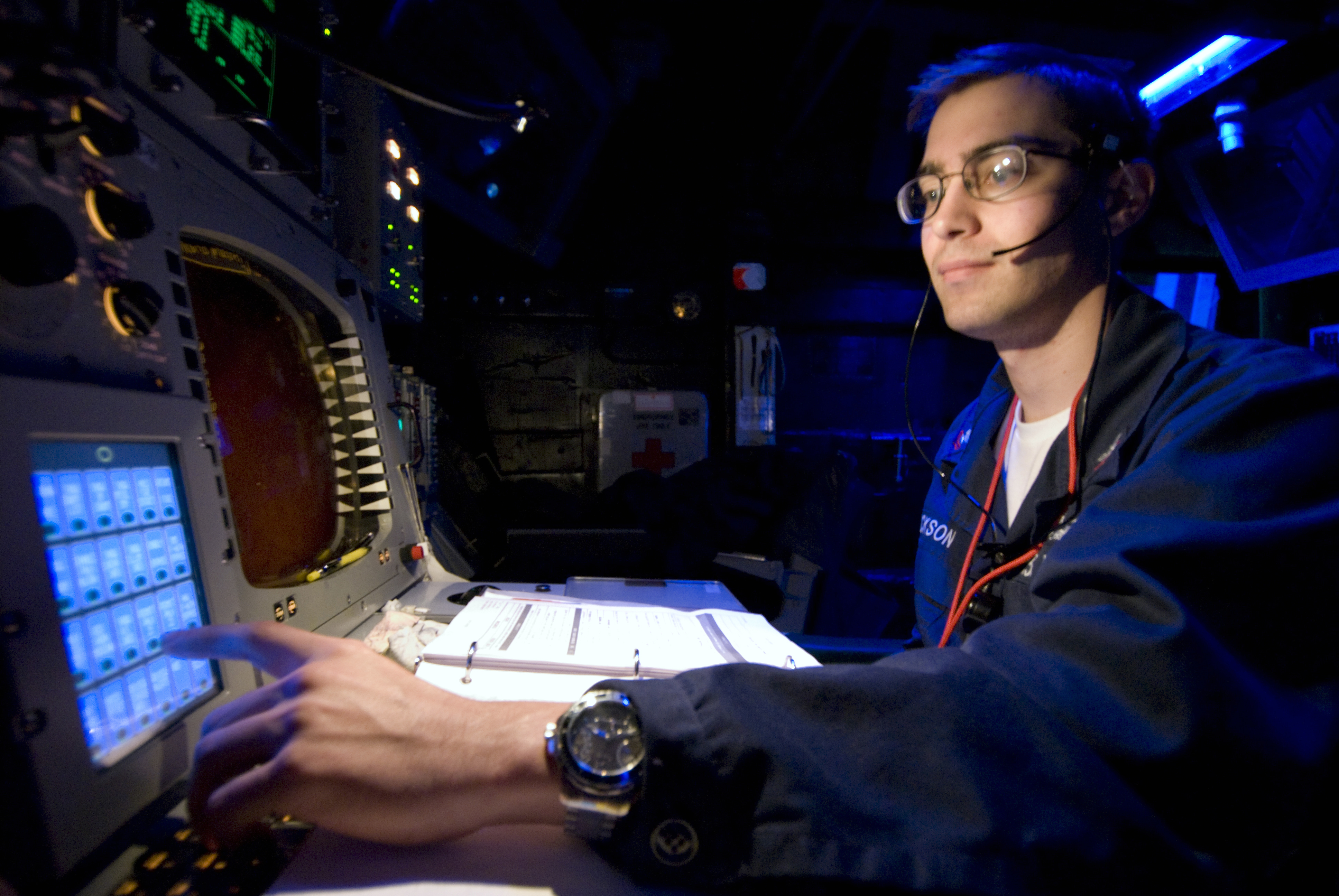
Fire Controlman 2nd Class Andrew Jackson lanceert de RIM-161 Standard Missile 3 die de USA 193 verwoestte.
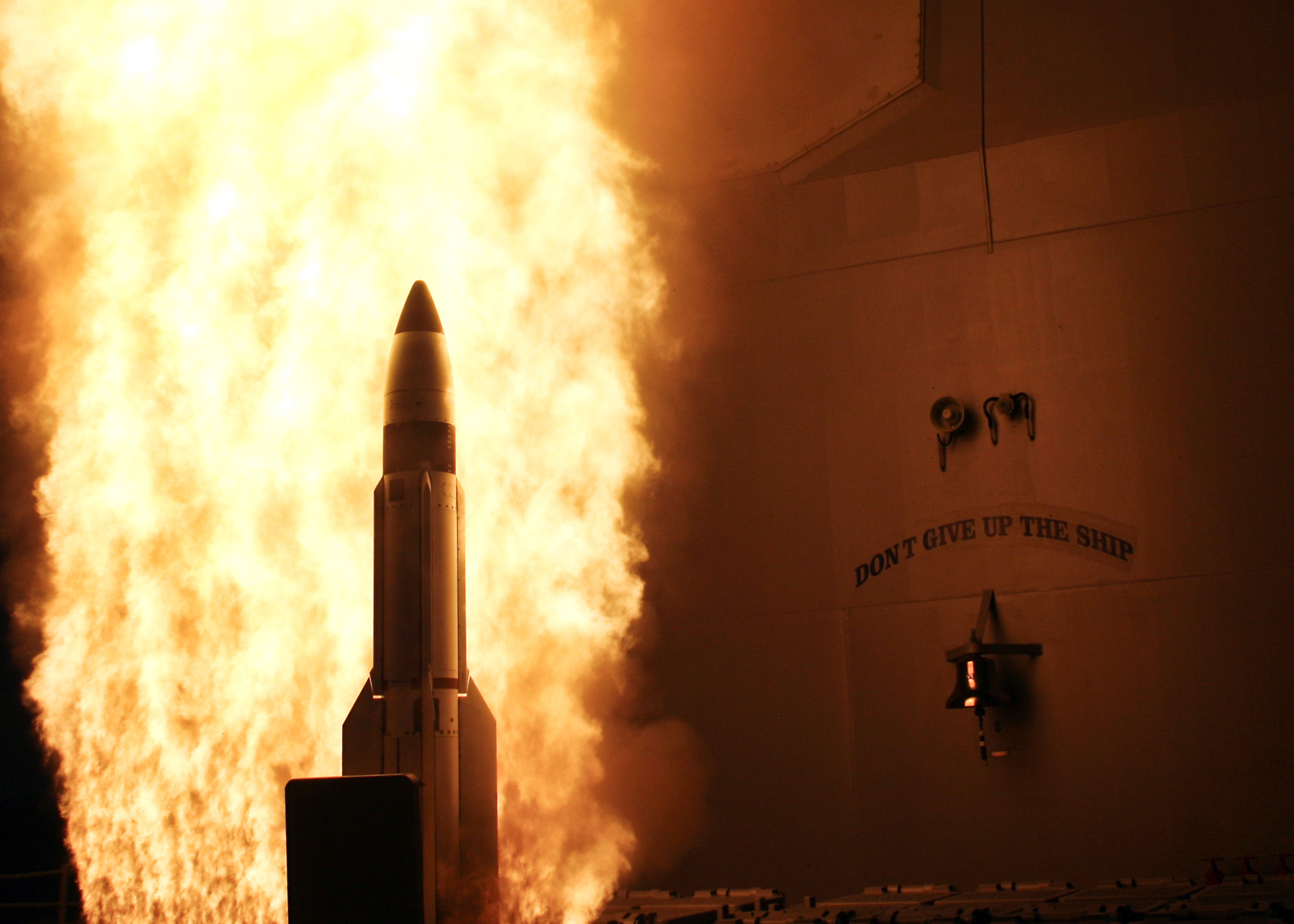
De raket wordt afgevuurd van de USS Lake Erie op 20 februari 2008.
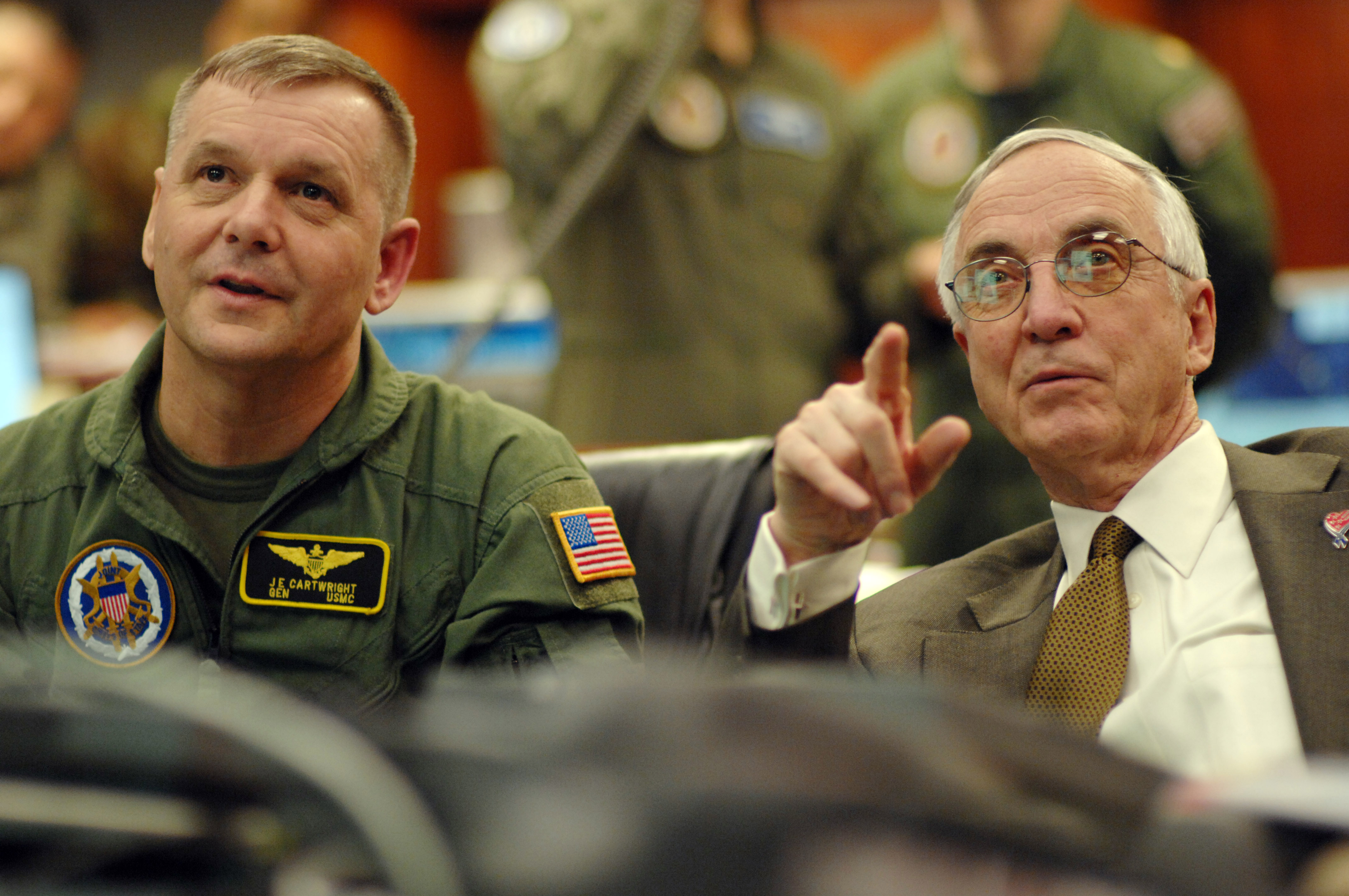
Vicevoorzitter van de Joint Chiefs of Staff U.S. Marine Gen. James E. Cartwright (links) en Deputy Defense Secretary Gordon England volgen het verloop van de Standard Missile 3.